# Quichuana fasciata
Quichuana fasciata är en tvåvingeart som först beskrevs av Sack 1941.  Quichuana fasciata ingår i släktet Quichuana och familjen blomflugor. Inga underarter finns listade i Catalogue of Life.